# 獅子猿
獅子猿（ししざる）は、日本のフリーのイラストレーター・キャラクターデザイナー・メカニックデザイナー。大阪府在住。

## 主な作品リスト

### イラスト
- 渓由葵夫『奇想天外兵器 - NEW EDITION』（新紀元社） - 表紙絵・挿絵
- 『モンスターズ1970 - ホラーセレクション』（C★NOVELS） - 表紙絵
- 『ゴースト・ハンターズ - ホラーセレクション』（C★NOVELS） - 表紙絵
- 柳蒼二郎『非の王』シリーズ（C★NOVELS） - 表紙絵・挿絵
- 柳蒼二郎『元禄魔伝』シリーズ（トクマ・ノベルズ） - 表紙絵・挿絵
- 中島かずき『髑髏城の七人』（マガジンハウス） - 表紙絵・挿絵
- 佐藤大輔『皇国の守護者』9巻（C★NOVELS） - 表紙絵・挿絵
- 結城一樂『Talio』（トクマ・ノベルズEdge） - 表紙絵・挿絵
- 中里融司『新 鬼武者 悲劇の暴君、豊臣秀次』（CAPCOM NOVELS） - 表紙絵・挿絵
- 『カルドセプト サーガ オリジナル・サウンドトラック』（5pb.） - ジャケットイラスト
- 『天下人 最終攻略指南書』（エンターブレイン） - 表紙絵
- 島田荘司『リベルタスの寓話』（講談社） - 装画
- 深見真『アフリカン・ゲーム・カートリッジズ』（角川文庫） - 表紙絵・挿絵
- 島田荘司『改訂完全版 占星術殺人事件』（講談社ノベルス） - 装画
- 島田荘司『改訂完全版 斜め屋敷の犯罪』（講談社ノベルス） - 装画
- 島田荘司『改訂完全版 死者が飲む水』（講談社ノベルス） - 装画
- 『パンドラサーガ公式ガイドブック - パンドラBIBLE』（晋遊舎） - 表紙絵
- 『「戦国武将」がよくわかる本』シリーズ（PHP文庫） - 表紙絵
- 小和田哲男『「戦国合戦」武将たちの決断』（PHP文庫） - 表紙絵
- 田中天『ダブルクロス・リプレイ・ジパング』シリーズ（富士見ドラゴンブック） - 表紙絵・挿絵
- 『ガンダム「武器・防具」伝』（PHP文庫） - 表紙絵
- 『EXIT TUNES PRESENTS Supernova』（EXIT TUNES） - ジャケットイラスト
- 冲方丁『天地明察』（角川書店） - 雑誌連載時の扉絵
- 梶尾真治『波に座る男たち』（講談社文庫） - 装画
- 冲方丁『微睡みのセフィロト』（ハヤカワ文庫） - 表紙絵
- 『EXIT TUNES PRESENTS SUPER PRODUCERS BEAT MIXED BY Ryu☆』（EXIT TUNES） - ジャケットイラスト
- 『EXIT TUNES PRESENTS Supernova3』（EXIT TUNES） - ジャケットイラスト
- 冲方丁『黒い季節』（角川文庫） - 表紙絵
- 草下シンヤ『ハウンド 闇の追跡者』（講談社ノベルス） - 表紙絵
- 武内涼『戦都の陰陽師』（角川ホラー文庫） - 表紙絵
- 永菜葉一『ゴールドラッシュ・オブ・ザ・デッド』（富士見ファンタジア文庫） - 表紙絵・挿絵
- 上遠野浩平『無傷姫事件-injustice of innocent princess』（講談社ノベルス） - 表紙絵・挿絵
- 上遠野浩平『彼方に竜がいるならば』（講談社ノベルス） - 表紙絵・挿絵
- 津田彷徨『転生太閤記〜現代知識で戦国の世を無双する〜』（カドカワBOOKS） - 表紙絵・挿絵
- 乾緑郎『機巧のイヴ』（新潮文庫） - 表紙絵・挿絵
- 古寺谷雉『項羽と劉邦、あと田中』（PASH!ブックス） - 表紙絵・挿絵

### ゲーム
- 『RASETSU Xan 〜羅刹〜斬』（工画堂スタジオ） - イベントイラスト
- 『紅の海 Crimson Sea』シリーズ（コーエー） - キャラクターデザイン
- 『RASETSU 2 〜羅刹〜弐』（工画堂スタジオ） - メカデザイン
- 『Sequence Palladium3』（工画堂スタジオ） - 一部メカデザイン
- 『ブルーフロウ』（工画堂スタジオ） - 一部メカデザイン
- 『ブルーブラスター』（工画堂スタジオ） - 一部メカデザイン
- 『RASETSU 1+Xan 〜羅刹〜 DVD pack』（工画堂スタジオ） - パッケージイラスト
- 『天下人』（セガ） - キャラクターデザイン
- 『カルドセプト サーガ』（バンダイナムコゲームス） - キャラクターデザイン・メインビジュアル・カードイラスト
- 『パンドラサーガ』（ロッソインデックス） - メインビジュアル
- 『パンドラサーガ スターターパッケージ 「パンドラBOX」』（イーフロンティア） - パッケージイラスト
- 『悠久の車輪』（スクウェア・エニックス・タイトー） - カードイラスト
- 『三国志大戦』（セガ） - カードイラスト
- 『勇者30』（マーベラスエンターテイメント） - 一部魔王デザイン
- 『邪聖剣ネクロマンサー2』（ハドソン） - キャラクターデザイン
- 『邪聖剣ネクロマンサー NIGHTMARE REBORN』（ハドソン） - キャラクターデザイン
- 『勇者30 SECOND』（マーベラスエンターテイメント） - 一部魔王デザイン

### カードゲームイラスト
- マジック:ザ・ギャザリング
- デュエル・マスターズ
- ディメンション・ゼロ
- レンジャーズストライク
- 天元突破グレンラガンドリル銀河大戦
- モンスターコレクション

### ボックスアート
- ガンプラ・マスターグレード（バンダイ）
  - νガンダム メタリックコーティングVer
  - サザビー メタリックコーティングVer
  - 真武者頑駄無
  - ストライクフリーダムガンダム エクストラフィニッシュVer
- ガンプラ・SD戦国伝 武神降臨編（バンダイ）
  - 武田信玄頑駄無
  - 上杉謙信頑駄無
  - 直江兼続頑駄無
  - 真田幸村頑駄無
  - 織田信長頑駄無
  - 伊達政宗頑駄無
  - 豊臣秀吉頑駄無
  - 徳川家康頑駄無
- ケロロ軍曹（メガハウス）